# Pauline (Mario)
Pauline (ook bekend als Princess Pauline) is een personage uit de Mario-reeks.

## Karakteromschrijving
Pauline is Mario's deftige vriendin die in de reeks wordt gekidnapt door Donkey Kong. Men zegt soms dat ze een prinses is, maar dat is niet duidelijk. Pauline heeft bruin haar en draagt een rode jurk. Ze was sinds het eerste spel aanwezig. Daarna is ze alleen voorgekomen in de Mario vs. Donkey Kong-serie. Toen Mario door de warppipe ging naar het Mushroom Kingdom, verwaterde de vriendschap tussen hen. Uiteindelijk had Mario toch voor Peach gekozen.

## Series waar Pauline in voorkomt
- Donkey Kong (Nintendo Entertainment System, 1981)
- Donkey Kong (Game Boy, 1994)
- Mario vs. Donkey Kong 2 (Nintendo DS, 2006)
- Mario vs. Donkey Kong: Minis March Again! (Nintendo DSi, 2009)
- Mario vs. Donkey Kong: Mini-Land Mayhem! (Nintendo DS, 2010)
- Mario vs. Donkey Kong: Tipping Stars (Wii U, 2015)[bron?]
- Super Mario Odyssey (Nintendo Switch, 2017)
- Mario Golf: Super Rush (Switch, 2021)
- Mario Kart World (Switch 2, 2025)